# 新街镇 (灌阳县)
新街镇，原为新街乡，是中华人民共和国广西壮族自治区桂林市灌阳县下辖的一个乡镇级行政单位。

## 行政区划
新街镇下辖以下地区：
新街村、永富村、马山村、三树村、车头村、戈洞村、龙炼村、龙云村、烈溪村、邓家村、龙中村、石丰村、虎坊村、坪涧村、娘北村、飞熊村、上甫村、叶官村、三江村、青箱村和江口村。

## 中国传统村落
2012年，江口村被评为首批“中国传统村落”。